# Zieleń miejska w Gliwicach
Zieleń miejska w Gliwicach

## Parki
- Park im. Bolesława Chrobrego – 10,1341 ha[1]
- Park Starokozielski – 5,9868 ha[1]
- Park im. Fryderyka Chopina – 5,874554 ha[1]
- Park Plac Grunwaldzki - 4,8533 ha[1]
- Park Szwajcaria – 4,4442 ha[1]

## Lasy
Lasy:
- Las Łabędzki
- Las Żernicki
- Las Żyznawa - las sosnowy[2].

Lasy komunalny:
- Park Kultury i Wypoczynku – 197,6026 ha[3]
- Las komunalny przy ul. Oriona[4]

Rezerwaty przyrody:
- Las Dąbrowa – 76,63 ha[5]

## Aleje i ulice
- Ulica Adama Mickiewicza – osiedle powstałe w pobliżu ulicy inspirowane było ideą miasta-ogrodu Ebenezera Howarda i do dzisiaj zachowało swój oryginalny kształt.

## Inne
- Cmentarze – 44,8 ha (2010)[6]
- Zieleńce – 101,65 ha (2010)[6]
- Zieleń uliczna – 61,1 ha (2010)[6]
- Zieleń osiedlowa – 278,5 ha (2010)[6]
- Żywopłoty - 95370 m (2010)[6]

## Historia
W XVI wieku część gliwickich murów przekształcono w ogrody, a w mieście znacznie zwiększyła się ilość zieleni.
W XVII wieku do Starych Gliwic należał Las Łabędzki, Las Dąbrowa oraz obecnie już nieistniejący las olchowy, ciągnący się od Niepaszyc do majątku Gardel. Wokół miasta rozciągały się ogrody, chmielniki i stawy hodowlane.
Archiwum rejencji opolskiej z lat 1814-17 wspomina, że lasy miejskie Gliwic składały się z trzech obwodów: Siorek, Stary  Las i las Żernicki.
W drugiej połowie XIX wieku rozwój Gliwic oparto na koncepcji „miasta-ogrodu” – rejony zamieszkane miały być usytuowane wśród zieleni. Istotną rolę w tych planach odgrywała Palmiarnia Miejska i Las Miejski.
W 1945 roku zmieniono nazwy niemieckie na polskie:
- Stadtwald (las miejski) - Park Kultury i Wypoczynku[10]
- Kaiser-Wilhelm Park - Park Bolesława Chrobrego[11]

W 1992 roku utworzono lasy komunalne przy ul. Oriona i Chorzowskiej.